# Torre Antica
La Torre Antica era una struttura difensiva costiera situata a Porto Santo Stefano. La sua ubicazione era nell'area in cui sorge il moderno Palazzo Comunale di Monte Argentario.

## Storia
La struttura architettonica fu costruita dagli Spagnoli nel 1607 e, oltre a costituire uno dei punti di riferimento del sistema difensivo dello Stato dei Presidii, era uno dei primordi del nascente abitato di Porto Santo Stefano. Nonostante fosse denominata Torre Antica, il complesso era in realtà un palazzo, comunque adibito a funzioni di avvistamento sul Porto Vecchio, che era stato costruito sui resti di un'antica torre risalente al periodo romano.
Il complesso ospitò fin dalle origini una guarnigione e, nel 1840, divenne sede anche della locale dogana che venne allestita al pian terreno dell'edificio.
La struttura architettonica svolse le sue funzioni anche sotto la giurisdizione del Regno d'Italia, fino alla sua demolizione causata dai bombardamenti durante la seconda guerra mondiale.
La Torre Antica si presentava come un fabbricato a pianta rettangolare che si articolava su tre livelli.